# Projet d'animation
 (septembre 2009).
Si vous disposez d'ouvrages ou d'articles de référence ou si vous connaissez des sites web de qualité traitant du thème abordé ici, merci de compléter l'article en donnant les références utiles à sa vérifiabilité et en les liant à la section « Notes et références ».
Le projet d'animation est une forme d'action issue de l'éducation populaire visant à mettre des personnes en activité. On trouve différents projets d'animation dans des structures différentes. Les finalités éducatives ne sont alors pas toujours les mêmes.

## En accueil collectif de mineurs

### Définition
Le projet d'animation est l'outil principal employé par les animateurs BAPAAT et BPJEPS pour créer et socialiser leurs activités. Il est utilisé dans le cadre d'Accueil collectif de mineurs, 
le projet d'animation ne doit pas être confondu avec le projet d'activité. Les contenus de formations BAFA se destinent sur l'élaboration d'un projet d'activités. 
La conception d'un projet d'animation (dans le cadre de la méthodologie de projet) est apprise dans les 3 spécialités du BPJEPS (animateur socioculturel de niveau 4, homologué niveau BAC). Une partie de la conception d'un projet d'animation est également vue lors de formations BAFD.
Le BAPAAT (animateur socioculturel de niveau 5), apprend à élaborer, au cours de sa formation un projet d'animation de niveau 5.
Les animateurs BAFA, peuvent être associé au projet d'animation, mais reste piloté par le cade supérieur BPJEPS.

### L'élaboration
Tout d'abord, le projet d'animation est issu du projet pédagogique. Le projet se construit sous forme d'entonnoir, allant du général au particulier.
On part tout d'abord d'un diagnostic, d'un constat. Quelque chose qui fonctionne, quelque chose qui ne fonctionne pas, une problématique, quelque chose à améliorer, une demande exprimée par les mineurs, un besoin repéré chez les mineurs… tout ceci est passé au crible pour aboutir à une intention ou une finalité. Par exemple, "agir en faveur du développement durable".
L'intention répond à la question « que souhaitons-nous faire ? » Elle s'inscrit dans une démarche éducative de pratique, de découverte ou d'expérimentation d'une forme d'activité. Par exemple, « favoriser l'écocitoyenneté. »
Une fois cette intention formulée, on aborde les objectifs opérationnels. Ceux-ci décrivent les acquis éducatifs que pourront recevoir les mineurs durant l'activité. Ils s'écrivent sous forme de capacité à faire quelque chose. Par exemple « création de poubelles en bois, pour effectuer le tri sélectif »
Une fois les objectifs écrits, on recherche les moyens nécessaires à la mise en œuvre de l'activité. Moyens humains (combien d'animateurs pour encadrer le groupe ? Faut-il faire venir un intervenant sur plusieurs séances ou un animateur spécialisé, un prestataire  ?), le matériel nécessaire, le budget, établir une convention avec des prestataires, les ressources pédagogiques (Tel livre page tant…), le temps estimé pour la socialisation de l'activité… et tout ce qui semble utile de noter.
Ensuite, on décrit précisément la manière dont va se dérouler l'activité. Telle personne prendra la parole à tel moment, telle autre personne assure la sécurité durant le déplacement, telle personne se charge du matériel etc.
Enfin, on réfléchit sur l'évaluation de la séance. On choisit des indicateurs permettant de savoir si les objectifs sont atteints ou non, si la gestion du groupe était adéquat, si la sensibilisation était réussie. Car on évaluera à la fois la portée pédagogique de l'activité, mais aussi les capacités d'animation des personnes responsables.

### La socialisation
La socialisation "face à face pédagogique", c'est le temps durant lequel les mineurs vont vivre leur activité. Celle-ci doit bien sûr se dérouler en toute sécurité. La sécurité des enfants dans les lieux d’accueil de la petite enfance est bien entendu nécessaire, mais elle ne doit pas basculer dans une dérive sécuritaire, comme le relève Karina Kühni.La menée de l'activité doit répondre aux objectifs choisis lors de la préparation.

### L'évaluation
En fin de séance, on évalue l'action. Ceci peut prendre différentes formes, telle que la prise de parole des participants pour exprimer un ressenti. Les animateurs s'emparent des outils qu'ils ont choisis (questions, grille d'évaluation des indicateurs…) et se chargent d'évaluer leur séance.
Qu'est-ce qui a fonctionné, qu'est-ce qui n'a pas, ce qu'il a fallu changer, le niveau d'acquisition des mineurs par rapport aux objectifs…

### Vers d'autres projets
En fonction de l'évaluation opérée par les animateurs mais aussi en fonction du ressenti des mineurs, chaque projet qui se termine débouche sur quelque chose d'autre. On retourne ainsi à l'étape du diagnostic.